# Acacia globosa
Acacia globosa é uma espécie de leguminosa do gênero Acacia, pertencente à família Fabaceae.